# 장두진
장두진(張斗軫, 1953년 3월 4일 ~ 2020년 8월 27일)는 대한민국의 바둑 기사이다.

## 이력
1972년에 입단했고 1975년 제1기 국기전에서 준우승을 차지했다. 1987년 제12기 기왕전에서 준우승을 하고 1988년 제18기 명인전에서도 준우승을 했다. 1990년 제26기 패왕전 본선과 1992년 제2기 비씨카드배 본선에 진출했다. 1994년부터 1995년까지 연승바둑최강전에서 2회 연속 본선에 올랐다. 1997년 7단을 거쳐 2007년 7월에 8단으로 승단하였다.
2020년 8월 27일 지병으로 사망하였다.